# アダム・ボジェク
アダム・ボジェク（Adam Bodzek、1985年9月7日 - ）は、ポーランド・ザブジェ出身の元サッカー選手。現役時代のポジションはディフェンダー。生まれはポーランドだがドイツのパスポートも所有している。

## タイトル
フォルトゥナ・デュッセルドルフ
- 2. ブンデスリーガ:2017-18